# Ann-Sofie Rase

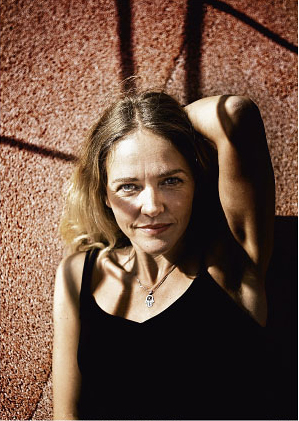
Ann-Sofie Rase (2010)

Ann-Sofie Rase (* 10. Juli 1964 in Alunda) ist eine schwedische Schauspielerin.

## Leben
Nachdem sie 1991 ihr Schauspielstudium an der Teaterhögskolan i Stockholm beendet hatte, war Ann-Sofie Rase sowohl am Jüdischen als auch am Stadttheater in Stockholm aktiv. Parallel dazu startete sie eine Filmkarriere. So debütierte sie an der Seite von Bibi Andersson und Örjan Ramberg in dem 1991 erschienenen Fernsehfilm Till Julia.

## Filmografie (Auswahl)
- 1991: Till Julia
- 1998–2009: Kommissar Beck – Die neuen Fälle (Beck, Filmreihe, zwei Folgen)
- 2000: The Unknown – Das Grauen (Det okända.)
- 2000: Tod auf See (Hassel/Förgörarna)
- 2009: Verdict Revised – Unschuldig verurteilt (Oskyldigt dömd, Fernsehserie, eine Folge)